# سیارک ۴۶۱۴
سیارک ۴۶۱۴ (به انگلیسی: 4614 Masamura، نامگذاری:1990QN) چهار هزار و ششصد و چهاردهمین سیارک کشف شده‌است که در ۲۱ اوت ۱۹۹۰ کشف شد.
قدر مطلق سیارک برابر ۱۳٫۳۰ است.